# Dănești (okręg Neamț)
Dănești – wieś w Rumunii, w okręgu Neamț, w gminie Girov. W 2011 roku liczyła 281 mieszkańców.